# Robert Jahrling
Robert Jahrling, född den 14 februari 1974 i Benjamín Aráoz i Argentina, är en australisk roddare.
Han tog OS-silver i åtta med styrman i samband med de olympiska roddtävlingarna 2000 i Sydney.